# Coelioxys squamosissima
Coelioxys squamosissima är en biart som beskrevs av Pasteels 1968. Coelioxys squamosissima ingår i släktet kägelbin, och familjen buksamlarbin. Inga underarter finns listade i Catalogue of Life.